# Benz (azienda)
La Benz & Cie. (chiamata anche Benz & Co.) è una delle più antiche case automobilistiche mondiali, fondata dall'ingegnere tedesco Karl Benz nel 1883.

## Storia

### La nascita dell'azienda ed il Velocipede
Nel 1882, Karl Benz fonda, con altri soci, a Mannheim, la A.G. Gasmotorenfabrik, di cui assume la direzione tecnica. Nel gennaio 1883, per dissapori con i soci, ma anche per grosse difficoltà economiche, Benz lascia questa società per fondare, assieme a Max-Gaspar Rose e Friederich Wilhelm Esslinger, la Benz & Cie. Rheinische Gasmotorenfabrik, Mannheim.
Questa nuova azienda inizia immediatamente la costruzione di motori a gas a due tempi, progettati naturalmente da Karl, ma quest'ultimo, da tempo attratto dall'idea di riuscire a costruire un suo mezzo meccanico semovente, mette mano, nel 1885, alla realizzazione di un triciclo a motore.

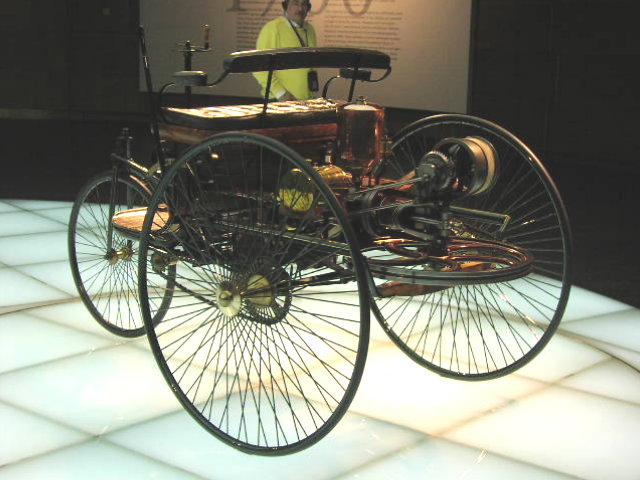
Il primo triciclo Benz.

Benz brevetta il suo triciclo – chiamato Patent Motorwagen o Velociped – il 29 gennaio del 1886 (brevetto n° 37435); il primo esemplare montava un monocilindrico posteriore da 577 cmc (alesaggio 70 mm, corsa 50 mm), erogante una potenza di ¾ di cavallo; peso del veicolo 263 kg.
La “velociped” compie i suoi primi giri di ruota nel luglio 1886, ma il debutto non è troppo incoraggiante, poiché il veicolo non riesce a percorrere più di qualche decina di metri. A fine anno, dopo ulteriori messe a punto, Karl Benz riesce a percorrere una decina di chilometri.
La spinta mediatica più grande arrivò dalla moglie di Karl Benz e dal figlio Eugen, i quali presero di nascosto una Velociped dalla rimessa del padre ed intrapresero un viaggio di circa 100 km da Mannheim a Pforzheim, dove si trovava la casa dei genitori di lei. Il fatto alimentò in misura considerevole la reputazione dell'azienda di Karl Benz. L'anno dopo, nel 1887, appronta una versione ulteriormente migliorata e potenziata e dotata, tra l'altro, di un meccanismo (scatola planetaria) avente la funzione di cambio di velocità a due rapporti. Giustamente non ancora soddisfatto appieno, Benz lavora, durante il 1888, ad una nuova versione del suo veicolo, con motore maggiorato ad 1,7 litri e sensibili migliorie alla trasmissione.
Nel frattempo, la situazione dell'azienda era molto florida, grazie alla sostenuta domanda di motori stazionari, tanto che già nel tardo 1886 Benz aveva aperto un nuovo stabilimento non molto distante dal primo, in modo da soddisfare le richieste della clientela in questo particolare settore.
Intanto il nome di Benz comincia a correre sulle labbra dei primi appassionati, e non soltanto in Germania. All'inizio del 1888, Emile Roger - rappresentante per la Francia dei motori fissi a gas di Benz – acquista per uso personale un veicolo della casa tedesca e qualche tempo dopo, evidentemente entusiasta del collaudo effettuato in prima persona, decide di ordinare motori e parti meccaniche per montarli e venderli sotto la denominazione di Roger-Benz.

### Nuovi soci e l'avvio definitivo
Nel settembre 1888, Karl Benz presenta un suo veicolo alla Esposizione di Munich, ricevendone anche una medaglia d'oro in premio. Nonostante questi exploit, mentre le vendite dei motori stazionari procedono bene, non altrettanto può dirsi accada per i veicoli a motore: i due primi soci di Benz (Max-Gaspar Rose e Wilhelm Esslinger), dichiaratamente contrari all'orientamento verso la produzione di autovetture, cedono le loro quote a due nuovi personaggi, molto più interessati alla locomozione meccanica. Si tratta di Friedrich Von Fischer e Julius Ganss: al loro ingresso in azienda, il 1º maggio 1890, il primo prende ad occuparsi dell'amministrazione, il secondo delle vendite, e Benz si trova automaticamente a poter dedicare quasi tutte le sue energie ed il suo tempo alle sperimentazioni tecniche, a lui più congeniali.

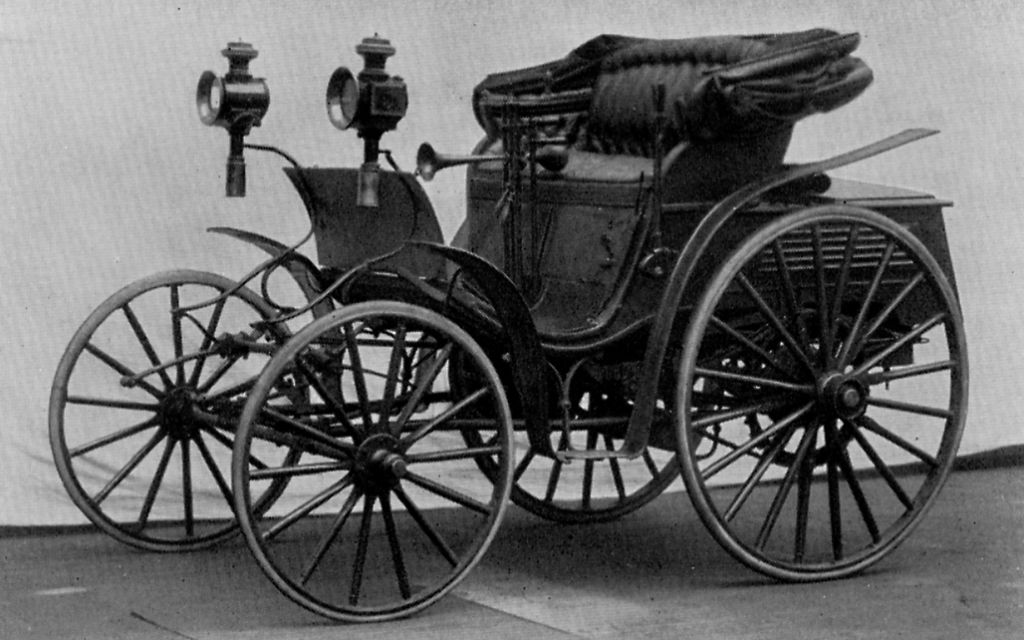
La Benz Viktoria

I due anni che seguono sono interamente dedicati alla creazione della prima vettura “a quattro ruote”, che debutta agli inizi del 1893, con il nome di Viktoria. Il motore studiato per questa vettura è ancora un monocilindrico orizzontale a quattro tempi, ma le sue dimensioni sono maggiori di quelli precedenti: la cilindrata è ora di 1991 cm³ (alesaggio 130 mm, corsa 150 mm) e la potenza raggiunge i 3 cavalli ad un regime di rotazione vicino ai 500 giri al minuto. Motore posteriore, valvole d'aspirazione automatiche, accensione elettrica, trasmissione mediante cinghie (e catene alle ruote), telaio tubolare. Molto somigliante ad una carrozza privata delle stanghe, la Viktoria viene posta in vendita al prezzo di 4.000 marchi (comprese le gomme piene, in caucciù): se ne vendono un buon numero, specialmente in Francia.
Nel 1894 Benz presenta una vetturetta dalle prestazioni interessanti e, fatto più importante, dal prezzo che è la metà di quello della Viktoria: 2.000 marchi. Studiata assieme al figlio Eugen, questo nuovo modello – che viene denominato Veloziped o più semplicemente Velo – ripropone, in scala ridotta, le caratteristiche della Viktoria: motore posteriore monocilindrico orizzontale di 1.045 cm³ (110 x 100), potenza attorno ad 1 cavallo e mezzo, trasmissione a due rapporti, velocità massima 20 chilometri all'ora. Il peso della vetturetta è di appena 280 kg.

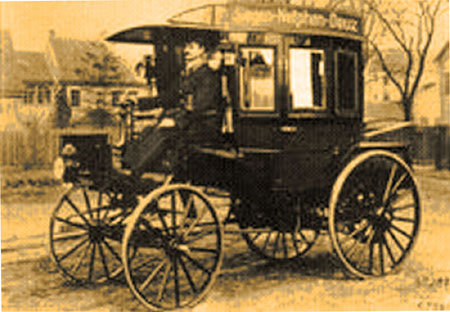
Il primo autobus della storia fu costruito dalla Benz

Si può ancora ricordare che la vettura con cui Emile Roger porta onorevolmente a termine la Paris-Rouen era praticamente una Benz tipo “Viktoria” con carrozzeria “vis-a-vis” montata in Francia. Questo riuscito tipo di macchina ha tra l'altro compiuto, quasi contemporaneamente alla disputa della Paris-Rouen, una performance di tutto rispetto: condotta dal Barone Theodor Von Liebig, una “Viktoria” ha attraversato quattro nazioni, percorrendo complessivamente oltre 2.500 chilometri. Per fornire una idea più precisa delle prestazioni della vettura, basterà dire che i 939 chilometri che separano Gondorf sulla Mosella da Reichenberg sono stati superati alla media di oltre 13 km orari, con un consumo totale di 140 litri di carburante (oltre 6 chilometri e mezzo con un litro).
Questi exploit permisero alla Benz & Cie. di decollare anche nel settore delle autovetture. Tra le varie novità introdotte dall'azienda nella metà del decennio, vi fu anche un particolare autobus primordiale, considerato proprio come il primo autobus della storia, somigliante ad una diligenza del Far West motorizzata. Tale mezzo, introdotto nel 1895, divenne di proprietà della Netphener, ossia la prima compagnia di trasporti pubblici della storia.
Nel 1899, la Benz fu la più grande Casa automobilistica al mondo, con 572 vetture costruite in un solo anno, che divennero 603 l'anno seguente.

### La concorrenza della DMG ed i contrasti interni
L'inizio del nuovo secolo fu caratterizzato dal fatto che cominciò ad accendersi la rivalità tra la Benz, in floride condizioni economiche, e la Daimler-Motoren-Gesellschaft, penalizzata dagli accesi contrasti intestini che si erano consumati e che seguitavano a consumarsi tra i membri del Consiglio di Amministrazione. Ma già nel corso del 1901, la DMG realizzò la prima vettura Mercedes, la 35PS, che di colpo rese obsolete le vetture prodotte a Mannheim. Ma anche alla Benz, cominciarono a questo punto dei contrasti interni: il patron dell'azienda era poco o per niente incline ad evolvere ulteriormente le sue vetture, giudicate sufficientemente idonee al trasporto di persone, senza che avessero bisogno di prestazioni superiori. Ganss e von Fischer, dal canto loro, reputavano fosse giunto finalmente il momento di realizzare vetture al passo con i tempi prima che la concorrenza rendesse inutile ogni loro nuovo tentativo. Questi contrasti culminarono con l'assunzione da parte di Ganss di un'équipe di sei ingegneri francesi, tra cui Marius Barbarou, talentuoso ed assai volenteroso. Benz reagì aprendo un nuovo ufficio progettazioni per conto suo. Ma fu il gruppo di Barbarou ad arrivare per primo alla realizzazione di una nuova vettura, la quale, però, non riuscì ad avere la meglio contro le Mercedes durante la corsa Nizza-La Turbie.
Ganss e Benz, a quel punto, si resero conto che lavorare separatamente sarebbe stato un suicidio economico per entrambi e dopo una riconciliazione tornarono a lavorare assieme unendo i loro sforzi e portando a termine la gamma Parsifal, composta da modelli molto più moderni delle precedenti vetture Benz. Forse anche troppo moderni per i gusti conservatori di Benz, che ricominciò con le discussioni. Nel frattempo, la situazione delle vendite stava peggiorando: nel 1902 la Benz aveva venduto 226 vetture, che scesero a 172 nel 1903. Anche la gamma Parsifal stentava a raccogliere consensi. Come conseguenza, Barbarou ed il suo gruppo vennero licenziati, mentre Ganss si dimise dalla Benz. Poco tempo dopo, nell'aprile del 1903, anche lo stesso Karl Benz lasciò l'azienda da lui fondata.

### Un nuovo inizio
Le redini della Benz vennero a questo punto prese in mano da Fritz Hammersfahr e Josef Brecht, che cominciarono a rinnovare drasticamente la gamma, oramai non più ostacolati da contrasti interni. Già l'anno seguente, la gamma Benz fu composta per metà da modelli nuovi, ed era decisamente estesa poiché comprendeva modelli di fascia media (non esistevano utilitarie all'epoca) come la 12PS, ancora appartenente alla gamma Parsifal, ma anche di modelli di lusso come la nuova 35/40 PS. Fu così che nel 1905, la Benz tornò di nuovo in attivo: fu l'inizio di un nuovo periodo di ascesa per la Casa di Mannheim, reso ancor più agevole dai nuovi contrasti interni che tornarono ad imperversare al Consiglio di Amministrazione della DMG e che culminarono con le dimissioni di Wilhelm Maybach, il grande genio di Stoccarda. In breve tempo, il livello tecnico delle vetture Benz si riportò ai livelli delle migliori Mercedes.
Alla fine del primo decennio del Novecento, la Benz si concentrò parecchio anche sulla produzione di autocarri. Dopo la collaborazione con la Süddeutsche Automobil-Fabrik per la produzione di mezzi da trasporto merci, la Benz rilevò del tutto l'azienda di Gaggenau.
Nel 1910 la Casa di Mannheim introdusse la 8/18 PS, una vettura di fascia medio-bassa che avrebbe conosciuto un buon successo e sarebbe stata prodotta fino al 1921.
In quel periodo, la Benz cominciò ad avvicinarsi allo studio ed alla realizzazione del suo primo motore diesel, seguendo le specifiche del suo inventore Rudolf Diesel, ma nonostante gli sforzi, il motore non mostrava di funzionare in maniera affidabile. Poco tempo dopo, si avvicinò anche alla realizzazione di motori aeronautici e finì con il partecipare ad un concorso indetto nel 1912 dal Kaiser Guglielmo II, il quale offriva un premio di 50 000 marchi d'oro al vincitore. Il concorso fu vinto nientemeno che dalla Benz, che riuscì a battere la stessa DMG. Tale riconoscimento permise alla Benz di dedicarsi alla produzione di motori aeronautici durante la prima guerra mondiale, mentre in campo automobilistico la 8PS divenne la vettura di maggior importanza commerciale.

### La crisi post-bellica e la fusione con la DMG
Terminato il conflitto, le casse di numerose aziende tedesche erano quasi all'asciutto: già in questo periodo, cominciarono a circolare le prime voci riguardanti una possibile fusione con la Daimler-Motoren-Gesellschaft, anch'essa in difficoltà economiche a causa dell'alto tasso di inflazione e con numerosi dipendenti da stipendiare.
Uno dei personaggi che spinsero maggiormente verso la fusione tra le due aziende fu Wilhelm Kissel, già presidente del Consiglio di Amministrazione della Benz & Cie.: nel 1924 vengono riaperte le trattative per la fusione, dopo aver liberato la strada da alcuni speculatori finanziari che intendevano approfittare della crisi economica. Nel giugno del 1925 Kissel fu nominato membro del Consiglio di Amministrazione della Benz e della DMG. A Kissel veniva delegata la responsabilità dell'iter volto alla fusione, che fu ufficializzata il 28 giugno del 1926.
La Benz & Cie. terminò così la sua attività, ma il suo nome rimase ancora utilizzato per indicare il nuovo gruppo originatosi dalla fusione, ossia la Daimler-Benz, ed anche per il nuovo marchio automobilistico Mercedes-Benz.

## Principali autovetture prodotte dallaBenz & Cie.
Di seguito viene mostrata una carrellata dei principali modelli stradali prodotti dall'azienda di Karl Benz nel corso degli anni:
- Benz Patent Motorwagen;
- Benz Viktoria;
- Benz Velo;
- Benz Ideal;
- Benz Break;
- Benz Parsifal;
- Benz Dos-a-Dos;
- Benz 39/100 PS;
- Benz 6/18 PS;
- Benz 16/50 PS;
- Benz Typ 260.

La Benz ha avuto anche dei trascorsi sportivi, spesso con ottimi risultati. Di seguito vengono mostrate le principali autovetture da competizione:
- Benz Rennwagen;
- Blitzen Benz;
- Benz Prinz-Heinrich Wagen;
- Benz Tropfenwagen.